# Guanyindong Shuiku
Guanyindong Shuiku (kinesiska: 观音洞水库) är en reservoar i Kina. Den ligger i provinsen Anhui, i den östra delen av landet, omkring 140 kilometer söder om provinshuvudstaden Hefei. Guanyindong Shuiku ligger 46 meter över havet. Arean är 0,41 kvadratkilometer. I omgivningarna runt Guanyindong Shuiku växer i huvudsak blandskog. Den sträcker sig 1,6 kilometer i nord-sydlig riktning, och 0,5 kilometer i öst-västlig riktning.
Genomsnittlig årsnederbörd är 1 890 millimeter. Den regnigaste månaden är juli, med i genomsnitt 316 mm nederbörd, och den torraste är januari, med 53 mm nederbörd.